# Eiskunstlauf-Weltmeisterschaften 2008
Die 98. Eiskunstlauf-Weltmeisterschaften fanden vom 16. bis 23. März im Scandinavium in Göteborg (Schweden) statt.

## Bilanz

### Medaillenspiegel
| Platz | Land                | Gold | Silber | Bronze | Gesamt |
| ----- | ------------------- | ---- | ------ | ------ | ------ |
| 1     | Kanada              | 1    | 1      | 1      | 3      |
| 2     | Frankreich          | 1    | 1      | –      | 2      |
| 3     | Deutschland         | 1    | –      | –      | 1      |
| 3     | Japan               | 1    | –      | –      | 1      |
| 5     | Italien             | –    | 1      | –      | 1      |
| 5     | Volksrepublik China | –    | 1      | –      | 1      |
| 7     | Russland            | –    | –      | 1      | 1      |
| 7     | Südkorea            | –    | –      | 1      | 1      |
| 7     | Vereinigte Staaten  | –    | –      | 1      | 1      |

### Medaillengewinner
| Konkurrenz | Gold                                    | Silber                    | Bronze                          |
| ---------- | --------------------------------------- | ------------------------- | ------------------------------- |
| Herren     | Jeffrey Buttle                          | Brian Joubert             | Johnny Weir                     |
| Damen      | Mao Asada                               | Carolina Kostner          | Kim Yu-na                       |
| Paare      | Aljona Savchenko / Robin Szolkowy       | Zhang Dan / Zhang Hao     | Jessica Dubé / Bryce Davison    |
| Eistanz    | Isabelle Delobel / Olivier Schoenfelder | Tessa Virtue / Scott Moir | Jana Chochlowa / Sergei Nowizki |

## Ergebnisse
- Pkt. = Punkte
- KP = Kurzprogramm
- K = Kür
- PT = Pflichttanz
- OT = Originaltanz

### Herren

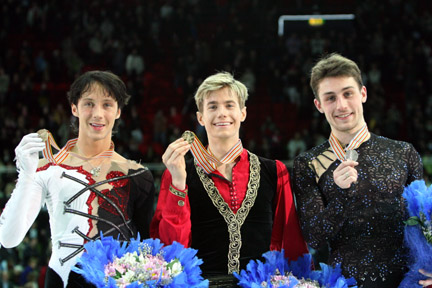
Podium der Herren; von links: Johnny Weir, Jeffrey Buttle, Brian Joubert

| Platz              | Sportler               | Land                   | Pkt.   | KP | K  |
| ------------------ | ---------------------- | ---------------------- | ------ | -- | -- |
| 1                  | Jeffrey Buttle         | Kanada                 | 245,17 | 1  | 1  |
| 2                  | Brian Joubert          | Frankreich             | 231,22 | 6  | 2  |
| 3                  | Johnny Weir            | Vereinigte Staaten     | 221,84 | 2  | 5  |
| 4                  | Daisuke Takahashi      | Japan                  | 220,11 | 3  | 6  |
| 5                  | Stéphane Lambiel       | Schweiz                | 217,88 | 5  | 7  |
| 6                  | Kevin van der Perren   | Belgien                | 216,02 | 9  | 3  |
| 7                  | Sergei Woronow         | Russland               | 209,93 | 15 | 4  |
| 8                  | Takahiko Kozuka        | Japan                  | 205,15 | 8  | 8  |
| 9                  | Patrick Chan           | Kanada                 | 203,55 | 7  | 11 |
| 10                 | Stephen Carriere       | Vereinigte Staaten     | 201,69 | 11 | 9  |
| 11                 | Jeremy Abbott          | Vereinigte Staaten     | 197,26 | 14 | 10 |
| 12                 | Sergei Dawydow         | Belarus                | 196,79 | 12 | 12 |
| 13                 | Adrian Schultheiss     | Schweden               | 194,39 | 13 | 13 |
| 14                 | Kristoffer Berntsson   | Schweden               | 193,72 | 10 | 15 |
| 15                 | Tomáš Verner           | Tschechien             | 191,94 | 4  | 20 |
| 16                 | Karel Zelenka          | Italien                | 187,65 | 17 | 16 |
| 17                 | Gregor Urbas           | Slowenien              | 187,48 | 18 | 14 |
| 18                 | Yannick Ponsero        | Frankreich             | 182,06 | 16 | 18 |
| 19                 | Yasuharu Nanri         | Japan                  | 179,88 | 20 | 17 |
| 20                 | Anton Kowalewskyj      | Ukraine                | 178,13 | 21 | 19 |
| 21                 | Igor Macypura          | Slowakei               | 169,93 | 19 | 21 |
| 22                 | Jamal Othman           | Schweiz                | 164,02 | 22 | 22 |
| 23                 | Li Chengjiang          | Volksrepublik China    | 155,75 | 23 | 23 |
| 24                 | Absal Rachimgalijew    | Kasachstan             | 149,92 | 24 | 24 |
| Kür nicht erreicht |                        |                        |        |    |    |
| 25                 | Alexandr Kazakov       | Belarus                | 51,00  | 25 |    |
| 26                 | Michael Chrolenko      | Norwegen               | 50,50  | 26 |    |
| 27                 | Pavel Kaška            | Tschechien             | 49,98  | 27 |    |
| 28                 | Boris Martinec         | Kroatien               | 48.91  | 28 |    |
| 29                 | Elliot Hilton          | Vereinigtes Königreich | 48,10  | 29 |    |
| 30                 | Javier Fernández López | Spanien                | 47,87  | 30 |    |
| 31                 | Mikko Minkkinen        | Finnland               | 47,15  | 31 |    |
| 32                 | Peter Liebers          | Deutschland            | 46,96  | 32 |    |
| 33                 | Zoltán Kelemen         | Rumänien               | 45,58  | 33 |    |
| 34                 | Maxim Shipov           | Israel                 | 44,32  | 34 |    |
| 35                 | Sean Carlow            | Australien             | 43,98  | 35 |    |
| 36                 | Luis Hernández         | Mexiko                 | 42,74  | 36 |    |
| 37                 | Manuel Koll            | Österreich             | 42,47  | 37 |    |
| 38                 | Justin Pietersen       | Südafrika              | 38,67  | 38 |    |
| 39                 | Naiden Boritschew      | Bulgarien              | 38,36  | 39 |    |
| 40                 | Konstantin Tupikov     | Polen                  | 37,47  | 40 |    |
| 41                 | Tristan Thode          | Neuseeland             | 35,29  | 41 |    |
| 42                 | Kutay Eryoldaş         | Türkei                 | 35,04  | 42 |    |
| 43                 | Danil Privalov         | Aserbaidschan          | 34,73  | 43 |    |
| 44                 | Tigran Vardanjan       | Ungarn                 | 32,37  | 44 |    |
| 45                 | Saulius Ambrulevičius  | Litauen                | 28,63  | 45 |    |
| Z                  | Alban Préaubert        | Frankreich             |        |    |    |

- Z = Zurückgezogen

### Damen

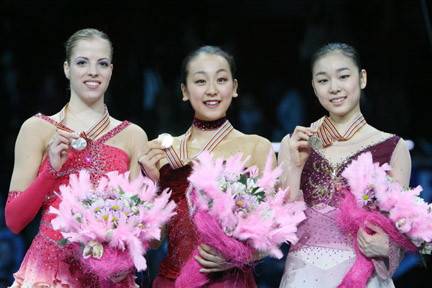
Podium der Damen; von links: Carolina Kostner, Mao Asada, Kim Yu-na

| Platz              | Sportler                  | Land                   | Pkt.   | KP | K  |
| ------------------ | ------------------------- | ---------------------- | ------ | -- | -- |
| 1                  | Mao Asada                 | Japan                  | 185,56 | 2  | 2  |
| 2                  | Carolina Kostner          | Italien                | 184,68 | 1  | 3  |
| 3                  | Kim Yu-na                 | Südkorea               | 183,23 | 5  | 1  |
| 4                  | Yukari Nakano             | Japan                  | 177,40 | 3  | 4  |
| 5                  | Joannie Rochette          | Kanada                 | 174,12 | 6  | 5  |
| 6                  | Sarah Meier               | Schweiz                | 171,88 | 7  | 6  |
| 7                  | Kimmie Meissner           | Vereinigte Staaten     | 149,74 | 9  | 12 |
| 8                  | Laura Lepistö             | Finnland               | 147,26 | 21 | 7  |
| 9                  | Kiira Korpi               | Finnland               | 145,73 | 4  | 17 |
| 10                 | Beatrisa Liang            | Vereinigte Staaten     | 145,29 | 10 | 13 |
| 11                 | Júlia Sebestyén           | Ungarn                 | 145,17 | 19 | 8  |
| 12                 | Annette Dytrt             | Deutschland            | 144,31 | 12 | 11 |
| 13                 | Valentina Marchei         | Italien                | 142,93 | 17 | 9  |
| 14                 | Mira Leung                | Kanada                 | 140,59 | 14 | 14 |
| 15                 | Jelena Glebova            | Estland                | 140,10 | 20 | 10 |
| 16                 | Ashley Wagner             | Vereinigte Staaten     | 137,40 | 11 | 15 |
| 17                 | Xenija Doronina           | Russland               | 135,25 | 15 | 16 |
| 18                 | Viktoria Helgesson        | Schweden               | 127,96 | 16 | 20 |
| 19                 | Kim Na-young              | Südkorea               | 127,32 | 18 | 19 |
| 20                 | Elene Gedewanischwili     | Georgien               | 125,99 | 23 | 18 |
| 21                 | Anastasiya Gʻimazetdinova | Usbekistan             | 124,92 | 13 | 21 |
| 22                 | Tamar Katz                | Israel                 | 116,86 | 24 | 22 |
| 23                 | Melinda Sherilyn Wang     | Chinesisch Taipeh      | 116,12 | 22 | 23 |
| Z                  | Miki Andō                 | Japan                  |        | 8  |    |
| Kür nicht erreicht |                           |                        |        |    |    |
| 25                 | Jenna McCorkell           | Vereinigtes Königreich | 42,55  | 25 |    |
| 26                 | Ivana Reitmayerová        | Slowakei               | 41,79  | 26 |    |
| 27                 | Tuğba Karademir           | Türkei                 | 38,71  | 27 |    |
| 28                 | Mérovée Ephrem            | Monaco                 | 38,61  | 28 |    |
| 29                 | Victoria Muniz            | Puerto Rico            | 38,41  | 29 |    |
| 30                 | Sonia Lafuente            | Spanien                | 38,35  | 30 |    |
| 31                 | Liu Yan                   | Volksrepublik China    | 38,13  | 31 |    |
| 32                 | Nella Simaová             | Tschechien             | 37,72  | 32 |    |
| 33                 | Sonia Radeva              | Bulgarien              | 37,44  | 33 |    |
| 34                 | Anna Jurkiewicz           | Polen                  | 37,09  | 34 |    |
| 35                 | Iryna Mowtschan           | Ukraine                | 36,17  | 35 |    |
| 36                 | Julia Sheremet            | Belarus                | 34,69  | 36 |    |
| 37                 | Tina Wang                 | Australien             | 34,00  | 37 |    |
| 38                 | Candice Didier            | Frankreich             | 33,91  | 38 |    |
| 39                 | Roxana Luca               | Rumänien               | 32,07  | 39 |    |
| 40                 | Viviane Kaeser            | Schweiz                | 30,37  | 40 |    |
| 41                 | Mirna Librić              | Kroatien               | 30,20  | 41 |    |
| 42                 | Kseniia Jastsenjski       | Serbien                | 29,05  | 42 |    |
| 43                 | Barbara Klerk             | Belgien                | 28,38  | 43 |    |
| 44                 | Loretta Hamui             | Mexiko                 | 28,15  | 44 |    |
| 45                 | Gracielle Jeanne Tan      | Philippinen            | 27,85  | 45 |    |
| 46                 | Denise Koegl              | Österreich             | 27,36  | 46 |    |
| 47                 | Charissa Tansomboon       | Thailand               | 27,28  | 47 |    |
| 48                 | Stasia Rage               | Lettland               | 26,45  | 48 |    |
| 49                 | Tamami Ono                | Hongkong               | 26,20  | 49 |    |
| 50                 | Maria-Elena Papasotiriou  | Griechenland           | 25,95  | 50 |    |
| 51                 | Lejeanne Marais           | Südafrika              | 25,85  | 51 |    |
| 52                 | Morgan Figgins            | Neuseeland             | 25,16  | 52 |    |
| 53                 | Beatričė Rožinskaitė      | Litauen                | 24,02  | 53 |    |

- Z = Zurückgezogen

### Paare

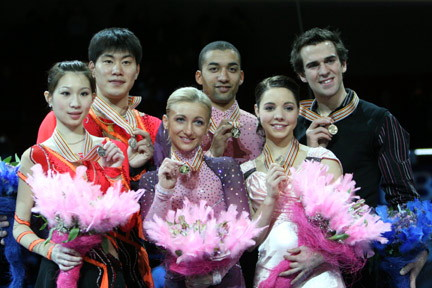
Podium der Paare; von links: Zhang Dan / Zhang Hao, Aljona Savchenko / Robin Szolkowy, Jessica Dubé / Bryce Davison

| Platz | Sportler                                 | Land                   | Pkt.   | KP | K  |
| ----- | ---------------------------------------- | ---------------------- | ------ | -- | -- |
| 1     | Aljona Savchenko / Robin Szolkowy        | Deutschland            | 202,86 | 2  | 1  |
| 2     | Zhang Dan / Zhang Hao                    | Volksrepublik China    | 197,82 | 1  | 3  |
| 3     | Jessica Dubé / Bryce Davison             | Kanada                 | 192,78 | 4  | 2  |
| 4     | Juko Kawaguti / Alexander Smirnow        | Russland               | 191,33 | 3  | 4  |
| 5     | Pang Qing / Tong Jian                    | Volksrepublik China    | 186,78 | 5  | 5  |
| 6     | Meagan Duhamel / Craig Buntin            | Kanada                 | 169,61 | 7  | 6  |
| 7     | Marija Muchortowa / Maxim Trankow        | Russland               | 166,64 | 6  | 9  |
| 8     | Anabelle Langlois / Cody Hay             | Kanada                 | 164,67 | 9  | 7  |
| 9     | Tatjana Wolossoschar / Stanislaw Morosow | Ukraine                | 159,95 | 8  | 10 |
| 10    | Rena Inoue / John Baldwin                | Vereinigte Staaten     | 157,20 | 10 | 8  |
| 11    | Brooke Castile / Benjamin Okolski        | Vereinigte Staaten     | 146,03 | 12 | 11 |
| 12    | Dong Huibo / Wu Yiming                   | Volksrepublik China    | 142,83 | 11 | 12 |
| 13    | Laura Magitteri / Ondřej Hotárek         | Italien                | 126,38 | 14 | 13 |
| 14    | Adeline Canac / Maximin Coia             | Frankreich             | 124,68 | 16 | 14 |
| 15    | Stacey Kemp / David King                 | Vereinigtes Königreich | 123,98 | 13 | 15 |
| 16    | Dominika Piątkowska / Dmitri Chromin     | Polen                  | 111,94 | 17 | 16 |
| 17    | Hayley Anne Sacks / Vadim Akolzin        | Israel                 | 111,23 | 15 | 17 |
| 18    | Marina Aganina / Dmitri Zobnin           | Usbekistan             | 97,31  | 18 | 19 |
| 19    | Ariel Fay Gagnon / Chad Tsagris          | Griechenland           | 95,65  | 19 | 18 |
| 20    | Amy Ireland / Michael Bahoric            | Kroatien               | 77,39  | 20 | 20 |
| Z     | Ekaterina Kostenko / Roman Talan         | Ukraine                |        |    |    |

- Z = Zurückgezogen

### Eistanz

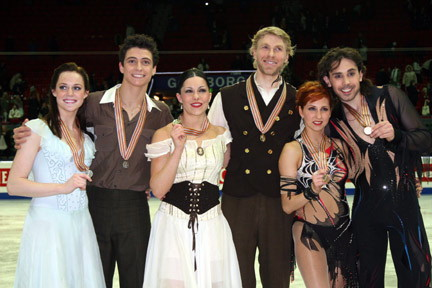
Podium der Eistänzer; von links: Tessa Virtue / Scott Moir, Isabelle Delobel / Olivier Schoenfelder, Jana Chochlowa / Sergei Nowizki

| Platz                       | Sportler                                | Land                   | Pkt.   | PT | OT | K  |
| --------------------------- | --------------------------------------- | ---------------------- | ------ | -- | -- | -- |
| 1                           | Isabelle Delobel / Olivier Schoenfelder | Frankreich             | 212,94 | 1  | 1  | 2  |
| 2                           | Tessa Virtue / Scott Moir               | Kanada                 | 208,80 | 2  | 3  | 1  |
| 3                           | Jana Chochlowa / Sergei Nowizki         | Russland               | 203,26 | 3  | 2  | 5  |
| 4                           | Tanith Belbin / Benjamin Agosto         | Vereinigte Staaten     | 203,00 | 5  | 4  | 3  |
| 5                           | Federica Faiella / Massimo Scali        | Italien                | 201,91 | 4  | 5  | 4  |
| 6                           | Meryl Davis / Charlie White             | Vereinigte Staaten     | 191,19 | 7  | 7  | 6  |
| 7                           | Nathalie Péchalat / Fabian Bourzat      | Frankreich             | 190,51 | 6  | 6  | 7  |
| 8                           | Sinead Kerr / John Kerr                 | Vereinigtes Königreich | 186,94 | 8  | 8  | 8  |
| 9                           | Alexandra Zaretski / Roman Zaretski     | Israel                 | 179,21 | 9  | 9  | 10 |
| 10                          | Anna Cappellini / Luca Lanotte          | Italien                | 179,03 | 11 | 10 | 9  |
| 11                          | Kristin Fraser / Igor Lukanin           | Aserbaidschan          | 173,95 | 10 | 11 | 11 |
| 12                          | Kimberly Navarro / Brent Bommentre      | Vereinigte Staaten     | 165,90 | 12 | 13 | 14 |
| 13                          | Jekaterina Bobrowa / Dmitri Solowjow    | Russland               | 164,72 | 16 | 12 | 13 |
| 14                          | Katherine Copely / Deividas Stagniūnas  | Litauen                | 164,28 | 13 | 14 | 12 |
| 15                          | Jekaterina Rubljowa / Iwan Schefer      | Russland               | 160,37 | 15 | 15 | 15 |
| 16                          | Cathy Reed / Chris Reed                 | Japan                  | 155,15 | 18 | 18 | 16 |
| 17                          | Kaitlyn Weaver / Andrew Poje            | Kanada                 | 154,84 | 20 | 17 | 17 |
| 18                          | Anna Zadorozhniuk / Sergei Verbillo     | Ukraine                | 153,25 | 14 | 16 | 21 |
| 19                          | Allie Hann-McCurdy / Michael Coreno     | Kanada                 | 153,13 | 17 | 19 | 18 |
| 20                          | Nelli Schiganschina / Alexander Gazsi   | Deutschland            | 150,82 | 19 | 21 | 19 |
| 21                          | Barbora Silná / Dmitri Matsjuk          | Österreich             | 147,21 | 21 | 20 | 20 |
| 22                          | Yu Xiaoyang / Wang Chen                 | Volksrepublik China    | 139,20 | 23 | 23 | 23 |
| 23                          | Kamila Hájková / David Vincour          | Tschechien             | 138,63 | 22 | 25 | 22 |
| 24                          | Leonie Krail / Oscar Peter              | Schweiz                | 126,50 | 25 | 22 | 24 |
| Kür nicht erreicht          |                                         |                        |        |    |    |    |
| 25                          | Krisztina Barta / Ádám Tóth             | Ungarn                 | 64,08  | 27 | 24 |    |
| 26                          | Joanna Budner / Jan Mościcki            | Polen                  | 62,28  | 24 | 28 |    |
| 27                          | Danielle Obrien / Gregory Merriman      | Australien             | 60,12  | 28 | 27 |    |
| 28                          | Ksenia Shmirina / Egor Maistrov         | Belarus                | 59,37  | 29 | 26 |    |
| 29                          | Yu Sun Hye / Ramil Sarkulov             | Usbekistan             | 56,93  | 26 | 30 |    |
| 30                          | Ina Demirewa / Juri Kurakin             | Bulgarien              | 53,38  | 30 | 29 |    |
| Originaltanz nicht erreicht |                                         |                        |        |    |    |    |
| 31                          | Kristina Kiudmaa / Aleksei Trohlev      | Estland                | 16,72  | 31 |    |    |